# Tantonville
Tantonville és un municipi francès situat al departament de Meurthe i Mosel·la i a la regió del Gran Est. L'any 2007 tenia 633 habitants.

## Demografia

### Població
El 2007 la població de fet de Tantonville era de 633 persones. Hi havia 268 famílies, de les quals 77 eren unipersonals (27 homes vivint sols i 50 dones vivint soles), 97 parelles sense fills, 78 parelles amb fills i 16 famílies monoparentals amb fills.
La població ha evolucionat segons el següent gràfic:
Habitants censats

### Habitatges
El 2007 hi havia 306 habitatges, 270 eren l'habitatge principal de la família, 7 eren segones residències i 29 estaven desocupats. 223 eren cases i 83 eren apartaments. Dels 270 habitatges principals, 185 estaven ocupats pels seus propietaris, 80 estaven llogats i ocupats pels llogaters i 5 estaven cedits a títol gratuït; 7 tenien una cambra, 18 en tenien dues, 40 en tenien tres, 64 en tenien quatre i 142 en tenien cinc o més. 192 habitatges disposaven pel capbaix d'una plaça de pàrquing. A 126 habitatges hi havia un automòbil i a 119 n'hi havia dos o més.

### Piràmide de població
La piràmide de població per edats i sexe el 2009 era:
| Homes | Edats   | Dones |
| ----- | ------- | ----- |
| 0     | 95 o +  | 0     |
| 0     | 90 a 94 | 0     |
| 4     | 85 a 89 | 12    |
| 0     | 80 a 84 | 8     |
| 16    | 75 a 79 | 16    |
| 16    | 70 a 74 | 8     |
| 24    | 65 a 69 | 12    |
| 0     | 60 a 64 | 20    |
| 4     | 55 a 59 | 12    |
| 28    | 50 a 54 | 32    |
| 28    | 45 a 49 | 20    |
| 20    | 40 a 44 | 16    |
| 24    | 35 a 39 | 24    |
| 20    | 30 a 34 | 8     |
| 16    | 25 a 29 | 20    |
| 12    | 20 a 24 | 8     |
| 16    | 15 a 19 | 28    |
| 28    | 10 a 14 | 16    |
| 24    | 5 a 9   | 20    |
| 12    | 0 a 4   | 8     |

## Economia
El 2007 la població en edat de treballar era de 411 persones, 308 eren actives i 103 eren inactives. De les 308 persones actives 287 estaven ocupades (147 homes i 140 dones) i 22 estaven aturades (12 homes i 10 dones). De les 103 persones inactives 43 estaven jubilades, 27 estaven estudiant i 33 estaven classificades com a «altres inactius».

### Ingressos
El 2009 a Tantonville hi havia 277 unitats fiscals que integraven 654 persones, la mediana anual d'ingressos fiscals per persona era de 17.069 €.

### Activitats econòmiques
Dels 34 establiments que hi havia el 2007, 2 eren d'empreses extractives, 3 d'empreses alimentàries, 3 d'empreses de fabricació d'altres productes industrials, 7 d'empreses de construcció, 3 d'empreses de comerç i reparació d'automòbils, 2 d'empreses de transport, 4 d'empreses d'hostatgeria i restauració, 1 d'una empresa d'informació i comunicació, 2 d'empreses de serveis, 4 d'entitats de l'administració pública i 3 d'empreses classificades com a «altres activitats de serveis».
Dels 12 establiments de servei als particulars que hi havia el 2009, 1 era una oficina de correu, 1 taller de reparació d'automòbils i de material agrícola, 1 paleta, 2 guixaires pintors, 3 lampisteries, 1 electricista i 3 restaurants.
Dels 6 establiments comercials que hi havia el 2009, 1 era una botiga de més de 120 m², 2 fleques, 2 carnisseries i 1 una joieria.
L'any 2000 a Tantonville hi havia 6 explotacions agrícoles.

## Equipaments sanitaris i escolars
El 2009 hi havia una escola elemental.

## Poblacions més properes
El següent diagrama mostra les poblacions més properes.